# Johanna Pelizaeus
Johanna Anna Friderica Pelizaeus (* 9. April 1824 in Rietberg; † 20. Mai 1912) war eine deutsche Pädagogin, Lehrerin und die Schulgründerin des Pelizaeus-Gymnasiums in Paderborn.

## Leben und Wirken
Ihr Vater war Benedikt Pelizaeus, der u. a. Advokat und Friedensrichter unter preußischer Regierung wurde. Ihre Mutter Friederike entstammte der Warburger Landadelsfamilie von Hiddessen. Theodor Pelizäus war ein Bruder.
Über Johannas Kindheit, Jugend und frühes Erwachsenenalter ist nichts bekannt. Man vermutet, dass sie schon in jungen Jahren den Wunsch hegte, Lehrerin zu werden, mit der Erfüllung dieses Wunsches aber bis zum Tod ihrer Eltern warten musste.
Ihre Ausbildung begann sie schließlich im Jahr 1854 – also mit 30 Jahren – an der „Katholischen Höheren Töchterschule“ in Münster, heute Annette-von-Droste-Hülshoff-Gymnasium. Das inhaltliche und organisatorische Konzept der Schule, die über ein angeschlossenes Internat verfügte, wie auch die Lehren des katholischen Pädagogen und Theologen Bernhard Heinrich Overberg beeinflussten sie in ihrer weiteren Entwicklung.
Im Pensionat der Ursulinen auf dem Calvarienberg in Ahrweiler bei Bonn, wo ebenfalls die Lehren Overbergs praktiziert wurden, bekam sie ihre erste Anstellung als Lehrerin.
Am 4. April 1859 stellte sie den Antrag auf Gründung einer privaten katholischen „Töchterschule“ in Paderborn. Die Geistlichkeit unterstützte diesen Antrag, da das bestehende St. Michaelskloster die Mädchen nur bis zum 14. Lebensjahr ausbildete und sonst keine katholische weiterführende Einrichtung vorhanden war. Eine evangelische Höhere Töchterschule war kurz zuvor eröffnet worden. Auf Grund dieser Dringlichkeit konnte Johanna Pelizaeus bereits am 18. September 1859 die Schulgründung in der Presse bekanntgeben.
In der Anfangszeit übernahm Johanna Pelizaeus größtenteils selbst den Unterricht. Lediglich der Unterricht in Religion und in Mathematik wurden von ortsansässigen katholischen Geistlichen übernommen.
Johanna Pelizaeus baute in der Folgezeit ein Lehrerinnenseminar an der Schule auf und initiierte Vorbereitungskurse für „Aspirantinnen des Elementar- und des Höheren Lehrfachs“. Ab 1907 erfolgte nach Einführung einer Prüfungsordnung für „Technische Lehrerinnen an Volks-, Mittel- und Höheren Mädchenschulen“ die Ausbildung u. a. am von Johanna Pelizaeus geleiteten Lehrerinnenseminar in Paderborn.
Die von ihr gegründete Schule stand bis 1908 unter ihrer persönlichen Trägerschaft. 1908 wurde sie in eine GmbH umgewandelt. Johanna Pelizaeus leitete die Schule bis zu ihrem Tode im Jahr 1912.
Die Pelizaeusstraße in Paderborn ist noch heute nach Johanna Pelizaeus benannt.